# Joseph Ellicott

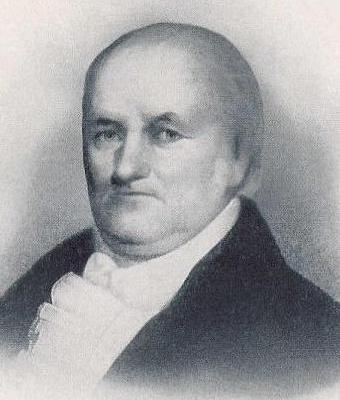
Joseph Ellicott

Joseph Ellicott (* 1. November 1760 in Buckingham Township, Provinz Pennsylvania; † 19. August 1826 in New York City) war ein US-amerikanischer Geodät, Stadtplaner, Immobilienkaufmann, Jurist und Politiker.

## Leben
Joseph Ellicott wurde im Bucks County im heutigen Bundesstaat Pennsylvania geboren. Er war eines von neun Kindern von dem Müller und Uhrmacher Joseph Ellicott (1732–1780) und dessen Ehefrau Judith Blaker (oder Bleaker). Die Quäker-Familie lebte in einfachen Verhältnissen.
Der Geodät Andrew Ellicott (1754–1820) und der Kongressabgeordnete Benjamin Ellicott (1765–1827) waren seine Brüder. Er war nicht verheiratet.
In seinen letzten Lebensjahren hatte er ernsthafte psychische Probleme. Seine Familie brachte ihn in einem Heim in New York unter. Dort erhängte er sich 1826. Ellicott wurde zunächst in New York begraben. Seine Leiche wurde später nach Batavia, New York, überführt.

## Berufliches Wirken
Die amerikanische Regierung engagierte Josephs Bruder Andrew Ellicott im Jahr 1790 für die Vermessung des föderalen Gebiets, auf dem die Hauptstadt Washington gebaut werden sollte. Joseph war zeitweise Andrews Chefassistent. Nach Abschluss der Vermessungsarbeiten in Washington wurde Joseph Ellicott beauftragt, den Grenzverlauf in Georgia entsprechend dem Abkommen mit dem Stamm der Muskogee-Indianer zu vermessen.

### Holland Land Company
Ellicott arbeitete danach für die Holland Land Company. Dieses von niederländischen Investoren aus Amsterdam gegründete Konsortium kaufte 1792 und 1793 in erheblichem Umfang Land im Westen des Staates New York (der sogenannte Holland Purchase). Das Land war zuvor auch Teil des sogenannten Phelps and Gorham Purchase. Verkäufer war Robert Morris. Im Jahr 1797 verzichteten die Seneca in einem Vertrag auf fast all ihre Rechte an ihrer Heimatregion im Staat New York (so genannter Treaty of Big Tree). Ellicott war bei diesem Vertrag ein Beobachter auf Seiten der Investoren.
Ellicott war zunächst damit betraut, einige Grundstücke im westlichen Pennsylvania zu vermessen. Er markierte auch die Grenze zwischen New York und Pennsylvania in westlicher Richtung. Nach dem umfangreichen Kauf im Westen New Yorks wurde Ellicott 1797 engagiert, die Vermessung dieses großen Gebiets durchzuführen. Er war zwei Jahre lang (1798–1800) unterwegs, um das neue Gebiet zu vermessen, und schloss die Arbeiten im Oktober 1800 ab.
Der Generalvertreter Paolo Busti beförderte Ellicott 1800 zum leitenden Immobilienkaufmann am Hauptsitz der Holland Land Company in Batavia, New York. Von dort beaufsichtigte er 21 Jahre lang die Verkäufe in der Region. Viele Verträge unterzeichnete Ellicott persönlich.
Im Jahr 1801 entwarf Ellicott den Grundriss von Batavia und 1804 den von Buffalo. Er entwickelte Grundstücke für den Betrieb von Getreidemühlen und gründete Gemeinden.
Ellicott setzte sich für den Bau eines Kanals zwischen dem Hudson River und dem Eriesee ein. Im Jahr 1816 wurde er beauftragt, den Bau des Kanals zu überwachen. Aus Gesundheitsgründen legte er das Amt als Erie Canal Commissioner 1818 nieder. Auf Initiative von Ellicott stammten rund 400 km² für das Projekt von der Holland Land Company. Der Eriekanal wurde 1825 fertiggestellt. 1821 ging Ellicott in den Ruhestand.

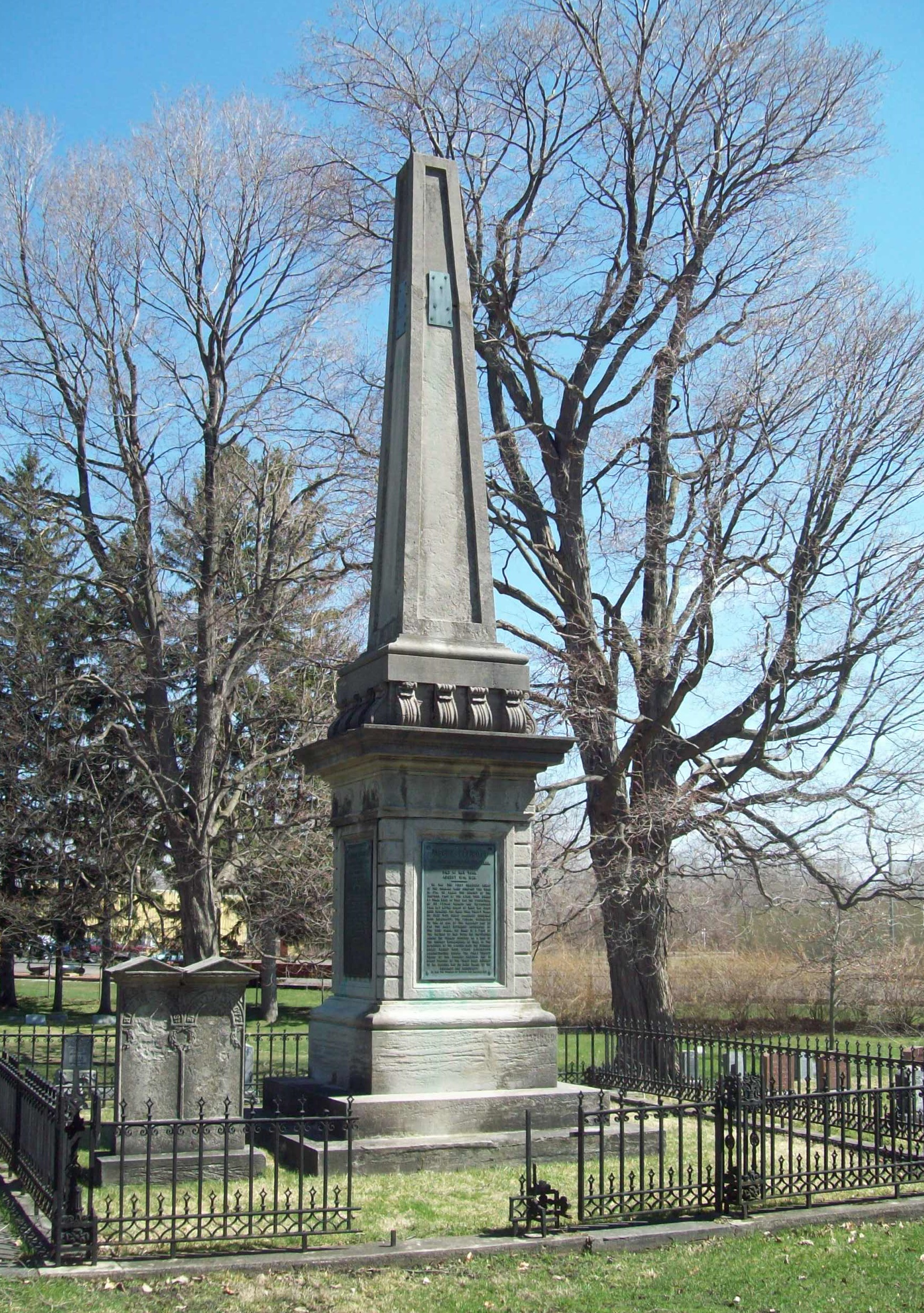
Joseph Ellicott Obelisk, Batavia Cemetery, April 2011

In seiner Funktion als Immobilienkaufmann bot Ellicott Land zu großzügigen Konditionen an, einige Farmen verkaufte er mit einem Abschlag von wenigstens 25 cent. Als sich einige Käufer die Zahlungen nicht mehr leisten konnten, gab er ihnen Zahlungsaufschub; machten die Käufer Fortschritte, erließ er ihnen manchmal vollständig die Zinszahlungen. Einige Grundstücke bot Ellicott kostenfrei an, wenn sich die Käufer im Gegenzug verpflichteten, eine Getreidemühle oder eine Pension zu errichten. Auf diese Weise wollte er das Wachstum in dem Gebiet ankurbeln. Jahre später wurde er zum Sündenbock derjenigen, die mit der Holland Land Company unzufrieden waren.
Ellicott wurde die Entscheidung des Staates New York zugeschrieben, auf den Erwerb der nicht verkauften Grundstücke der Holland Land Company zu verzichten. Nach Aufgabe seiner Tätigkeit bei der Holland Land Company im Jahr 1821 versuchte er den Erwerb dieser Grundstücke zu finanzieren, fand jedoch keine Investoren.

### Politik
Ellicott war bei der Präsidentschaftswahl 1804 Wahlmann im Electoral College für Präsident Thomas Jefferson und George Clinton. 1806 und 1807 war er erster Richter des Gerichts im Genesee County.

## Nach Ellicott benannte Orte
- Ellicottville, New York – Stadt im Cattaraugus County, New York.
- Ellicott – Stadt im Chautauqua County, New York.
- Ellicott Square Building – Bürogebäude in Buffalo, New York
- Ellicott Street – eine Straße in Buffalo, New York und eine Straße in Batavia, New York.
- Ellicott Creek – ein Fluss im westlichen New York.
- Ellicott Road – eine Straße in Orchard Park, NY.
- Ellicott Elementary School – eine Grundschule in Orchard Park, NY